# 宇宙人 (台灣樂團)
宇宙人（英語：Cosmos People），臺灣樂團，成員共有三人，團員有小玉（主唱兼鍵盤手）、阿奎（吉他手）、方Q（貝斯手）。2004年9月於玩家練團室師大店發跡，成員都是建國中學畢業生組成，隔年參加墾丁春吶，之後樂團開始頻繁活動，擅長用獨特的放克舞曲帶動氣氛。

## 簡介

### 團名由來
2004年的暑假，正值雅典奧運會期間，宇宙人主唱小玉和一位熱愛街舞的好友李羽信前往日本參加一場街舞盛會，飯店裡的電視播放奧運男子跨欄項目的決賽，有一位選手深深地吸引了他們。選手為多明尼加籍的费利克斯·桑切斯選手，他在賽前熱身時點亮了手上炫麗的LED發光手環，並跳起自創舞步，沉浸在自己的宇宙裡，最後拿下了該項目的金牌榮耀。這個令人讚嘆的表現，讓他們蹦出了一個絕妙形容詞：「這個人好宇宙！」，並且開始模仿起了這位選手的奇特舞步。
幾個月後，主唱小玉和高中好友吉他手阿奎組了一個以舞曲風為主的樂團，開始創作歌曲，並參加各式各樣的表演，因報名演出需要團名，他們說：「那就叫宇宙人好了」，從此，宇宙人誕生。

## 成員
| 本名   | 暱稱 | 團內定位     |
| ------ | ---- | ------------ |
| 林忠諭 | 小玉 | 主唱兼鍵盤手 |
| 陳奎言 | 阿奎 | 吉他手       |
| 方奎棠 | 方Q  | 貝斯手       |
| 唐承運 | 小胖 | 御用鼓手     |
| 鄭嘉富 | 嘉富 | 御用打擊樂手 |

### 前成員
- 鼓手：李東祐，現為八十八顆芭樂籽鼓手
- 貝斯手：范仲瑜
- 貝斯手：陳威達（A達）
- 鼓手：林昱安
- 鼓手：魏鴻柏（魏胖）

## 經歷

### 2004–2009年：組成與出道
宇宙人樂團成立於2004年的暑假，由同樣畢業於建國中學的鍵盤手－小玉和吉他手－阿奎所組成。小玉和阿奎在高中時期熟識，因有一群熱愛街舞的共同朋友，所以對舞曲產生興趣，並開始鑽研黑人放客 (Funk) 舞曲。高中畢業後，兩人開始組團創作音樂，原先用小玉的人聲Beat-box 配上阿奎的Funk吉他創作，後來陸續加入鍵盤、爵士鼓、貝斯等樂器，現任的貝斯手為阿奎高中熱門音樂社的學長方Q。
2009年發行了第一張專輯《宇宙人同名專輯》

### 2010-2014年：當兵後回歸、地球漫步
2010年小玉和阿奎入伍服役，宇宙人暫別歌壇一年。2011退伍之後，Bass手方Ｑ也從美國音樂學校結業返台。三人隨即投入音樂與影像創作，大膽翻玩眾多經典歌曲寫成《軍歌》，引起各級軍營以及網路上的熱烈迴響，《軍歌》MV目前已超過1百萬點閱人次。
2012年十月，宇宙人推出第二張專輯《地球漫步》，其「Down to earth」的創作概念除了在唱片市場上引起共鳴，詞曲以及編曲方面的實力也獲得電台DJ的讚賞。
2013年二月，宇宙人和相信音樂同門師兄妹一起登上小巨蛋舞台，舉辦「我相信演唱會」，同年陸續在台灣、香港、上海、新加坡巡迴演出，並受邀至美國德州SXSW音樂節演出。
2014年八月，在日本發行第一張專輯《コスモロジー 》正式在日本出道，同月參加日本音樂祭「summer sonic」。十月，紀念宇宙人成軍十周年，團員們一起爬了喜馬拉雅山，自稱「白日夢冒險樂團」，並拍了紀錄片。十一月，在台北 Legacy 辦了「喜馬拉雅慶功演唱會」。

### 2015-2016：一萬小時、全新日文單曲
2015年五月，第三張專輯《一萬小時》發行，專輯名稱來自一萬小時定律，這張專輯和先前稍有不同，主唱小玉也在節目上表示:覺得自己長大了。
2016年二月，宇宙人發行了首張日文迷你專輯《TIME LAPSE》，其中有一首是全新的日文單曲，

### 2017-2018：跨足電影及配音、右腦RIGHT NOW、《我們的探險計畫》世界巡迴
2017年樂團成員各自參與電影演出活動，小玉在魏德聖執導的電影《52赫茲我愛你》當男主角，而方Ｑ和阿奎則替《樂高蝙蝠俠電影》其中的超人及小丑角色配音。十月，發行第四張全創作專輯《右腦RIGHT NOW》，並在台北Legacy舉辦兩場演唱會。
2018年，宇宙人開始了《我們的探險計畫》世界巡迴演唱會。

### 2019：參展《查無此人─小花計畫展》、發布兩首單曲、再陪我玩十年巡演
2019年一月，農曆年前帶來全新賀年單曲《一桌菜》，1/28於Hit Fm電台首播，1/31正式數位上架，2/1 MV上映。
2019年四月, 與藝術家紀昀合作參展10組音樂人＋10大藝術家跨界打造的《查無此人─小花計畫展》，並製作概念音樂《禁止觸摸》（Don't touch）收錄於《查無此人音樂概念專輯》。
2019年五月，發佈艾肯娛樂吉祥物「熊寶」形象主題曲《陪我玩》（Play One），5/10於Hit Fm電台首播，5/14正式數位上架，5/20MV上線。
2019年七月，開始《宇宙人再陪我玩十年巡迴演唱會》。於7/19台北場公布2020即將攻蛋。

### 2020：出道十年首次攻蛋、發行單曲《先這樣》、《明天留給我》
2020年二月，2/8宇宙人第一次登陸台北小巨蛋舉辦「你的宇宙YOUNIVERSE （页面存档备份，存于）」演唱會，正值全球疫情高漲之際，主辦單位嚴格把關下仍順利演出，創下史上萬人口罩演唱會。
2020年八月，發佈數位單曲《先這樣》，8/17電台首播，8/18正式數位上架、MV首播。
2020年十一月，發佈數位單曲《明天留給我》，11/25電台首播，11/26正式數位上架、MV首播。

### 2021-2022：明天留給我&理想狀態The Moment!巡迴
2021年一月，原預計1/2、1/3小玉生日期間舉辦「明天留給我」演唱會，因疫情關係一波三折，延後至1/23、1/24，最終仍因疫情取消改為線上演唱會。
2021年二月，「明天留給我」線上演唱會2/7晚間8點登場，正呼應2020年2/8首次登上小巨蛋，YouTube＋微博＋LINE MUSIC直播最高即時觀看數三十萬，為此演唱會畫下完美句點。
2022年9月25日，於松菸文創園區舉辦「理想狀態The Moment!」台北場簽唱會。請到吳姍儒為簽唱會站台。
2022年10月9日，於台北流行音樂中心舉辦「理想狀態The Moment!」台北場演唱會。請到Youtuber 千千作為演唱會嘉賓，並合唱了《無所事事》及《一桌菜》兩首歌曲。
2022年11月12日，於高雄流行音樂中心舉辦「理想狀態The Moment!」高雄場演唱會。請到Youtuber 泱泱作為演唱會嘉賓，並合唱了《無所事事》及於木曜節目上創作的《全世界只有你那麼奇怪》。
2022年12月16日，於Legacy台中舉辦「方Q生日派對版」演唱會。

### 2023～：巡迴演唱會
2023年2月21日，於英國倫敦 舉辦「宇宙人 X 麋先生 2023 英國倫敦演唱會」，為宇宙人首次登陸歐洲。
2023年4月30日， 於香港Music zone@E-Max 舉辦「理想狀態The Moment!」香港場演唱會， 與上次香港演唱會相隔1764天。
2023年夏天，於台北(6/17)、台中(7/14)和高雄(8/6)舉行三場《2023 夏季巡迴演唱會》，門票開賣便搶購一空，因此6月18日於台北加演一場。
2023年7月1日，宇宙人憑藉專輯《理想狀態》於第34屆金曲獎榮獲最佳樂團獎。
2023年8月16日，於台北Legacy傳音樂展演空間舉辦夏季巡迴金夏趴金曲慶功場演唱會，邀請歌迷一起復古dress code。
2024年4月27日，宇宙人重回台北小巨蛋舉辦《 α：回到未來》20週年演唱會。
2024年8月10日，《 α：回到未來》20週年演唱會於高雄巨蛋開唱，也是宇宙人首次登上高雄巨蛋

## 音樂作品

### 單曲
- 《不簡單 (Not Easy)》 發行日期：2016年4月，「跟我回地球」演唱會主題曲
- 《拿下這一場 (O LA O)》 發行日期：2018年3月16日，2018中信兄弟年度歌曲
- 《一桌菜 (Taste of Home)》 發行日期：2019年1月
- 《陪我玩 (Play One)》 發行日期：2019年5月，艾肯娛樂吉祥物《熊寶》形象主題曲
- 《你的宇宙 (YOUNIVERSE)》 發行日期：2019年11月15日，「你的宇宙 YOUNIVERSE」演唱會同名主題曲
- 《先這樣 Uh》 發行日期：2020年8月18日單曲數位上架
- 《明天留給我 Tomorrow》發行日期：2020年11月26日單曲數位上架
- 《藍色的你 Ocean》發行日期：2021年11月15日單曲數位上架
- 《最初的夢想》發行日期：2023年6月9日單曲數位上架，第53屆全國技能競賽主題曲

### EP
- 《001.5名偵探敗給心上人》 發行日期：2010年9月3日

### 專輯
- 2009年《宇宙人同名專輯》
- 2012年《地球漫步》
- 2015年《一萬小時 (10000 hours)》
- 2017年《右腦RIGHT NOW》
- 2022年《理想狀態The Moment》

### 日文作品
- 2014年專輯作品《コスモロジー 》
- 2016年EP作品《TIME LAPSE》

### 合輯
- 2019年《查無此人 音樂概念專輯》－〈禁止觸摸〉發行日期：2019年5月14日

## 演唱會
| 演唱會主題名稱                                      | 日期                | 城市   | 國家/地區 | 場地                                     | 表演嘉賓                  | 附註                                        |
| --------------------------------------------------- | ------------------- | ------ | --------- | ---------------------------------------- | ------------------------- | ------------------------------------------- |
| 《宇宙大樂隊》演唱會                                | 2014年3月15日       | 臺北市 | 台灣      | ATT Show Box                             | 魏如萱                    |                                             |
| 《宇宙大樂隊》巡迴演唱會-台中場                     | 2014年1月25日       | 臺中市 | 台灣      | TADA方舟                                 |                           |                                             |
| 《宇宙大樂隊》巡迴演唱會-香港場                     | 2014年1月12日       | 九龍灣 | 香港      | 九龍灣國際展覽中心musiczone              |                           |                                             |
| 宇宙人首部曲-香港場                                 | 2014年10月12日      | 九龍灣 | 香港      | 九龍灣國際展覽中心musiczone              |                           |                                             |
| 一萬小時演唱會                                      | 2015年9月2日        | 九龍灣 | 香港      | 九龍灣國際展覽中心musiczone              |                           |                                             |
| 宇宙人「真實朋友」往前進TICC演唱會-你沒跟錯人       | 2015年12月19日      | 臺北市 | 台灣      | 永豐 Legacy Taipei 音樂展演空間          | 黃小琥                    |                                             |
| 宇宙人「真實朋友」往前進TICC演唱會-你沒跟錯人(加場) | 2015年12月20日      | 臺北市 | 台灣      | 永豐 Legacy Taipei 音樂展演空間          | 五月天瑪莎                |                                             |
| 宇宙人首場大型演唱會 「跟我回地球」                 | 2016年7月16日       | 臺北市 | 台灣      | 台北國際會議中心(TICC)                   | 違法SmashRegz(SJIN/史今)  |                                             |
| RIGHT NOW!! 宇宙人右腦演唱會(加場)                  | 2017年11月17日      | 臺北市 | 台灣      | 永豐 Legacy Taipei 音樂展演空間          |                           | SOLD OUT 完售-特別加場                      |
| RIGHT NOW!! 宇宙人右腦演唱會                        | 2017年11月18日      | 臺北市 | 台灣      | 永豐 Legacy Taipei 音樂展演空間          |                           |                                             |
| 《宇宙人OADV 我們的探險計劃 世界巡迴演唱會》        | 2018年4月29日       | 臺北市 | 台灣      | 台北國際會議中心(TICC)                   | 韋禮安                    | 演唱會門票於開賣當天 1/12 完售。            |
| 《宇宙人OADV 我們的探險計劃 》after party 台北場    | 2018年10月21日      | 臺北市 | 台灣      | 永豐 Legacy Taipei 音樂展演空間          |                           | 巡迴最終場，由阿奎提議加演。                |
| 宇宙人我們的探險計劃 世界巡迴演唱會 - 香港場        | 2018年7月1日        | 九龍灣 | 香港      | Music Zone                               |                           |                                             |
| 宇宙人（Cosmos People）Cosmic Lounge vol.03         | 2019年3月8日        | 橫濱市 | 日本      | Yokohama 橫濱紅磚倉庫 Motion Blue        |                           | [1st] showtime_5:45pm [2nd] showtime_8:45pm |
| 《宇宙人再陪我玩十年巡迴演唱會》                    | 2019年7-9月         |        |           |                                          |                           |                                             |
| 你的宇宙YOUNIVERSE                                  | 2020年2月8日        | 臺北市 | 台灣      | 台北小巨蛋(TAIPEI ARENA)                 | 五月天 阿信 熊仔 全聯先生 |                                             |
| 理想狀態The Moment! 台北場                          | 2022年10月9日       | 臺北市 | 台灣      | 台北流行音樂中心                         | 千千 違法SmashRegz 馬念先 |                                             |
| 理想狀態The Moment! 高雄場                          | 2022年11月12日      | 高雄市 | 台灣      | 高雄流行音樂中心                         | 泱泱                      |                                             |
| 方Q生日派對版                                       | 2022年12月16日      | 台中市 | 台灣      | Legacy Taichung 傳 音樂展演空間          |                           |                                             |
| 2023夏季巡迴演唱會 台北場                           | 2023年6月17日       | 臺北市 | 台灣      | Zepp New Taipei                          | 大嘻哈時代2 Majin、比杰   | 演唱會門票於開賣當天 5/20完售。             |
| 2023夏季巡迴演唱會 加演場                           | 2023年6月18日       | 臺北市 | 台灣      | Zepp New Taipei                          | 怕胖團 閃亮               | SOLD OUT 完售-特別加場                      |
| 2023夏季巡迴演唱會 台中場                           | 2023年7月14日       | 台中市 | 台灣      | Legacy Taichung 傳 音樂展演空間          |                           |                                             |
| 2023夏季巡迴演唱會 高雄場                           | 2023年8月6日        | 高雄市 | 台灣      | Backstage Live                           |                           |                                             |
| 2023夏季巡迴演唱會 金曲慶功場                       | 2023年8月16日       | 臺北市 | 台灣      | Legacy Taipei                            | 麋先生 聖皓               |                                             |
| 理想狀態The Moment! 新加坡場                        | 2023年10月21日      | 新加坡 | 新加坡    | Capitol Theatre                          |                           |                                             |
| 宇宙人《α：回到未來》20週年演唱會                   | 2024年4月27日       | 臺北市 | 台灣      | 台北小巨蛋(TAIPEI ARENA)                 | 陳綺貞、麋先生、白河幫    |                                             |
| 宇宙人《α：回到未來》20週年演唱會-日本場            | 2024年6月15日、16日 | 東京   | 日本      | 東京澀谷WWWX                             |                           |                                             |
| 宇宙人《α：回到未來》20週年演唱會-香港場            | 2024年7月25日       | 旺角   | 香港      | 麥花臣場館                               |                           |                                             |
| 宇宙人《α：回到未來》20週年演唱會-高雄加場          | 2024年8月10日       | 高雄市 | 台灣      | [高雄巨蛋] 要去高雄~~ 八八八八八八八八八 | 楊乃文、白河幫            |                                             |
| 宇宙人《α：回到未來》20週年演唱會-马来西亚站        | 2024年12月29日      | 吉隆坡 | 马来西亚  | Zepp Kuala Lumpur                        |                           |                                             |

### 線上演唱會
| 演唱會主題名稱 | 日期         | 表演嘉賓           | 歌單 |
| 明天留給我     | 2021年2月7日 | 羅莎莎 蔡哥 孫盛希 |      |

## 商業表現
| 年份   | 頒獎單位           | 專輯         | 獎項         | 結果 |
| ------ | ------------------ | ------------ | ------------ | ---- |
| 2013年 | 第18屆新加坡金曲獎 | 《地球漫步》 | 年度最佳樂團 | 提名 |
| 2016年 | 第27屆金曲獎       | 《一萬小時》 | 最佳樂團獎   | 提名 |
| 2023年 | 第34屆金曲獎       | 《理想狀態》 | 最佳樂團獎   | 獲獎 |

### 其他
- 2005年：北藝大 花卉節 樂團大賽─第三名 最佳詞曲(太空警察)
- 2007年：捷運盃樂團大賽─冠軍
- 2007年：台客搖滾─季軍
- 2011年：第二屆金音獎 『最佳藍調節奏單曲獎』 入圍
- 2011年：入選新加坡『Freshmusic 10年100大專輯』 （宇宙人001同名專輯）
- 2011年：新加坡 『第五屆 Freshmusic Awards』 最佳EP、合唱歌曲、單曲製作人
- 2013年：入圍第七屆Freshmusic 音樂雜誌評─

年度專輯：《地球漫步》
年度單曲：〈一起去跑步〉（《地球漫步》）
最佳編曲：〈我討厭你〉（《地球漫步》）
最佳單曲製作人：陳建良、宇宙人〈一起去跑步〉（《地球漫步》）
最佳樂團：宇宙人（《地球漫步》）
- 2013年：Hit FM-2013hito流行音樂獎：hito潛力樂團
- 2018年：第9屆金音創作獎入圍最佳現場演出獎(《宇宙人OADV 我們的探險計劃 世界巡迴演唱會》）、最佳樂手獎（方Q/《右腦RIGHT NOW》/貝斯）
- 2021年：第1屆 PlayMusic Awards-年度獨立音樂歌曲〈明天留給我〉
- 2022年：第十三屆金音獎入圍『最佳樂團獎』 、最佳樂手獎（方Q/《理想狀態》/貝斯）
- 2023年：入選Hit FM-『2022十大專輯』，2023Hito流行音樂獎：最佳樂團獎

## 演出

### 電影
- 2012年《逆光飛翔》阿奎演出 (阿賢)
- 2017年《52Hz，I Iove you》小玉演出（小安）
- 2017年《樂高蝙蝠俠電影》阿奎 配音（小丑），方Q 配音（超人）

### MV
| 年份   | 歌曲名稱 | 原唱   | 所屬專輯             | 發行日期      | 發行公司 |
| ------ | -------- | ------ | -------------------- | ------------- | -------- |
| 2017年 | 成名在望 | 五月天 | 《自傳》樂團時代版MV | 2017年9月30日 | 相信音樂 |

註：不包括個人參與演唱之歌曲

## 外部連結
- 宇宙人的X（前Twitter）
- 宇宙人 facebook（页面存档备份，存于）
- 宇宙人 Instagram （页面存档备份，存于）
- 小玉 Instagram
- 阿奎 Instagram
- 方Q Instagram
- 宇宙人乐团 新浪微博（页面存档备份，存于）
- 小玉 新浪微博
- 阿奎 新浪微博
- 方Q 新浪微博